# Eutypella
Eutypella és un gènere de fongs a la família Diatrypaceae de l'orde de les xilarials.